# 바이덴테이트노랑귀박쥐
바이덴테이트노랑귀박쥐(Vampyriscus bidens)는 주걱박쥐과(신세계잎코박쥐과)에 속하는 박쥐의 일종이다. 남아메리카의 토착종이다. 이전에는 노랑귀박쥐속(Vampyressa)으로 분류했지만, 이제는 계통분석을 통해 밤피리스쿠스속으로 분류하고 있다.

## 특징
머리부터 몸까지 길이가 약 5~6cm에 불과할 정도로 작은 종이다. 몸무게는 약 12g이다. 수컷이 암컷보다 크다. 몸 대부분은 연한 갈색부터 진한 갈색 털로 덮여 있으며, 목과 어깨는 약간 연한 색을 띠고 하체로 갈수록 회색빛을 띤다.